# Río Merced

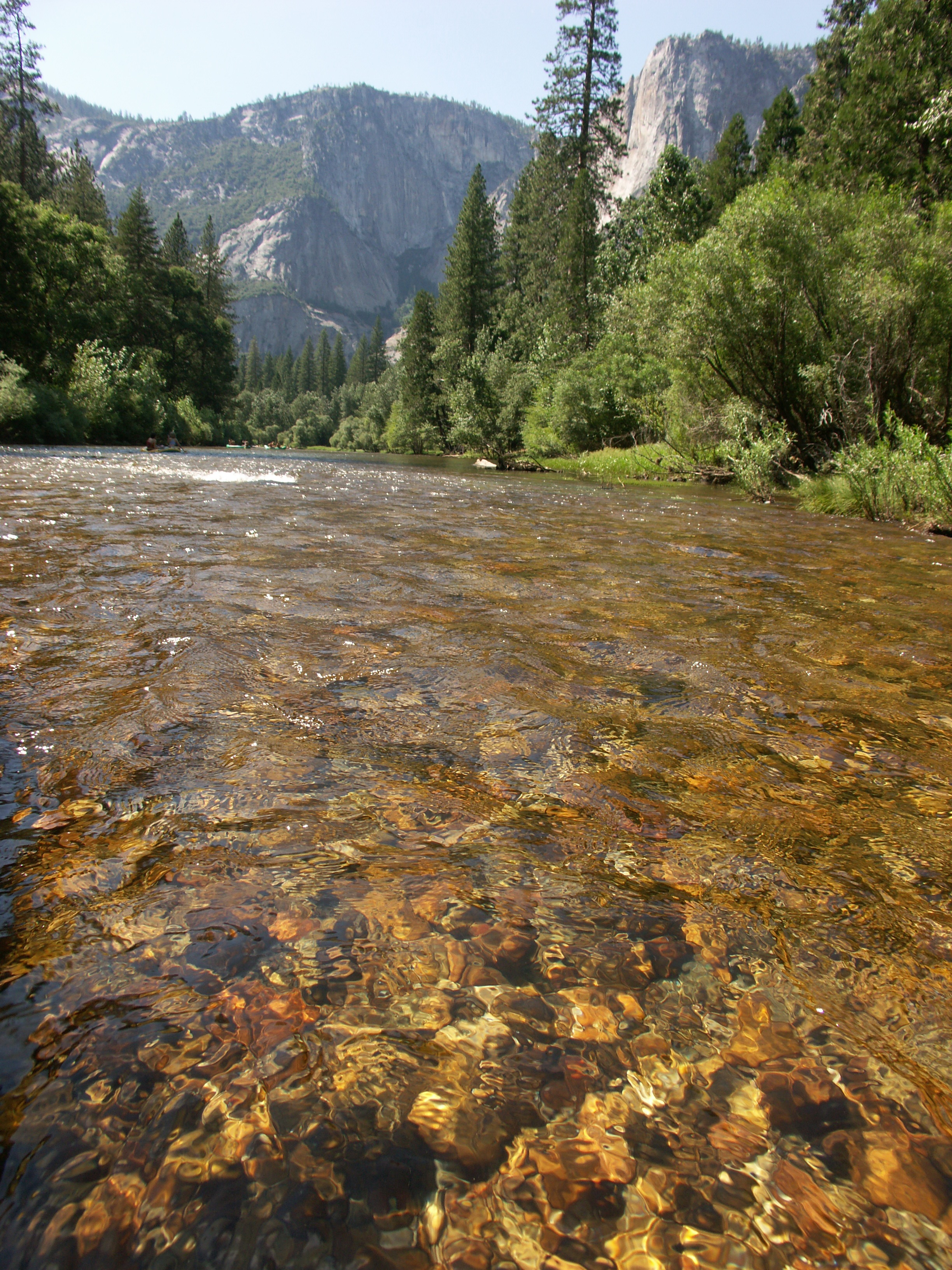
Parque nacional de Yosemite desde el río Merced, agosto de 2005.

El río Merced es un río de los Estados Unidos que discurre íntegramente por el estado de California. La cabecera del río está en la mitad sur del Parque nacional de Yosemite. El río fluye en el valle Yosemite. 

## Origen del nombre
El río Merced, ubicado en el estado de California, debe su nombre a una expedición española del siglo XIX. En 1806, los misioneros y exploradores españoles lo bautizaron como "El Río de Nuestra Señora de la Merced" en honor a la Virgen de la Merced. Este nombre refleja la fuerte influencia religiosa que los colonizadores españoles tenían en la región, utilizando nombres religiosos para lugares naturales que encontraban durante sus exploraciones. Con el tiempo, el nombre se redujo simplemente a "río Merced". 

## Datos de la expedición
La expedición que dio nombre al río Nuestra Señora de la Merced en 1806 fue liderada por Gabriel Moraga, un explorador y militar español. En el marco de las exploraciones españolas por California, Moraga recorrió el valle central del estado, documentando y nombrando numerosos lugares. Este río en particular recibió su nombre porque la expedición lo encontró tras un agotador trayecto, y su caudal les ofreció alivio, lo que inspiró el nombre en honor a Nuestra Señora de la Merced, un símbolo de agradecimiento y devoción cristiana. 
Moraga fue responsable de nombrar varios ríos y áreas en California con referencias religiosas y culturales, como el río Sacramento y el río San Joaquín, entre otros. Su contribución es clave para la cartografía y toponimia de la región en la época colonial española. Su legado aún se refleja en los nombres de muchas localidades en California.
Aunque no existen registros extremadamente detallados sobre este viaje específico, es parte del contexto más amplio de las expediciones españolas que tenían como objetivos principales:
1. Explorar el territorio para evaluar sus recursos y características geográficas.
2. Contactar y evangelizar a los pueblos indígenas que habitaban estas tierras.
3. Asegurar el control territorial en nombre del Virreinato de la Nueva España frente a potencias extranjeras, como Rusia y Gran Bretaña.

## Tramos protegidos
El 2 de noviembre de 1987, un tramo de río de 184 km fue declarado como río salvaje y paisajístico nacional. El 23 de octubre de 1992 se añadió un segundo tramo de solamente 12,8 km.

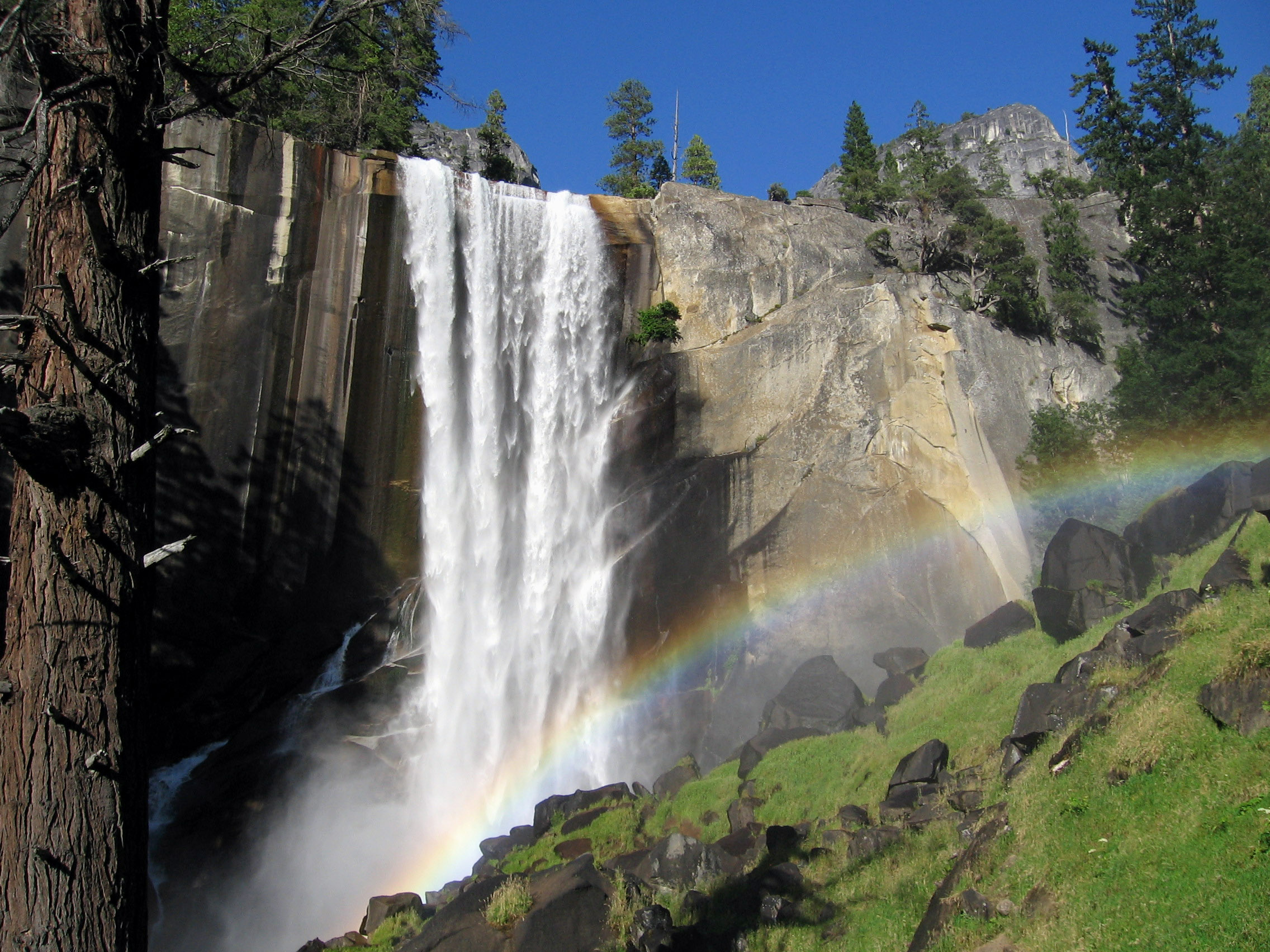
Cascadas Vernal
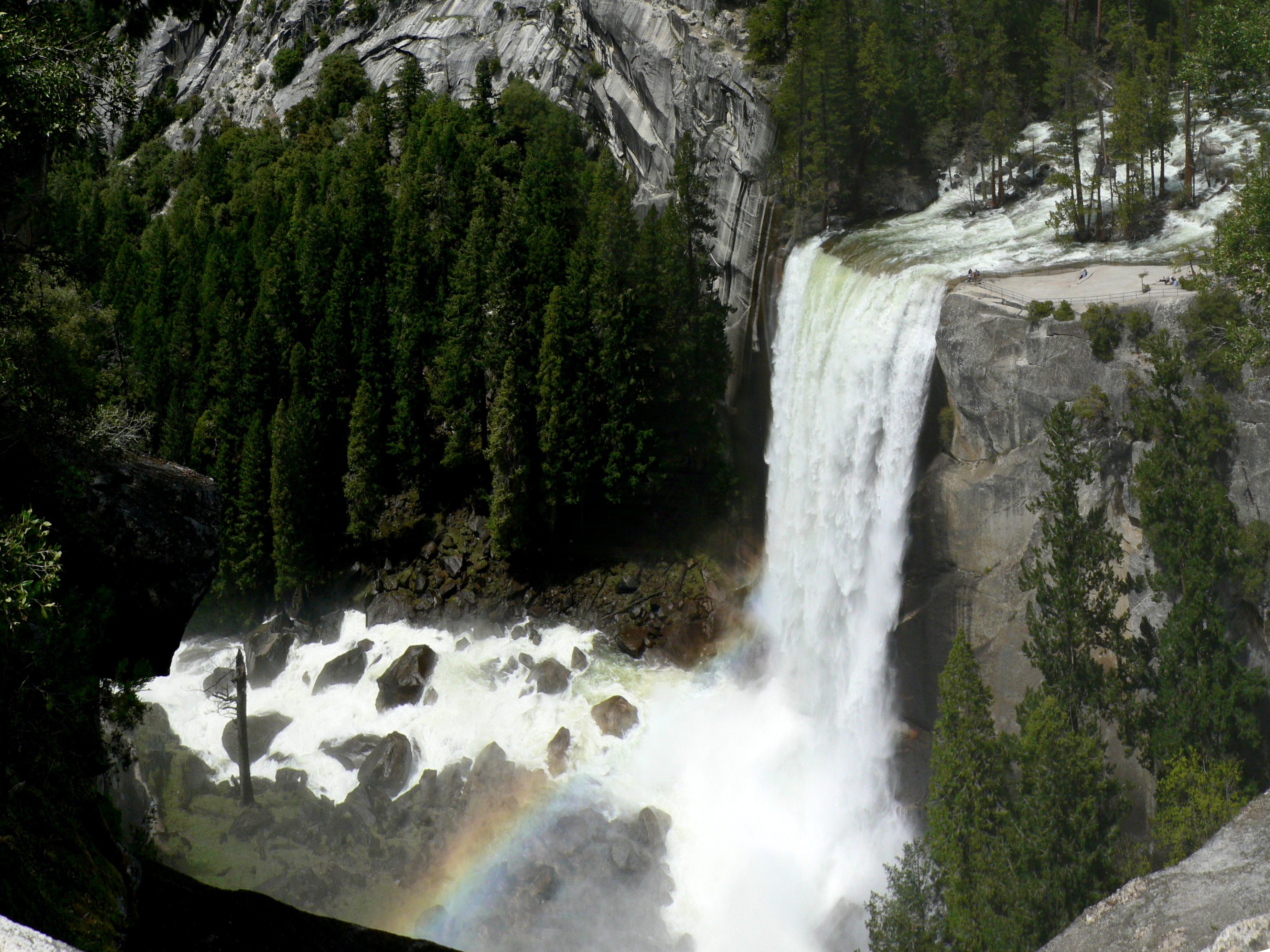
Cascadas Vernal en el Parque Nacional de Yosemite
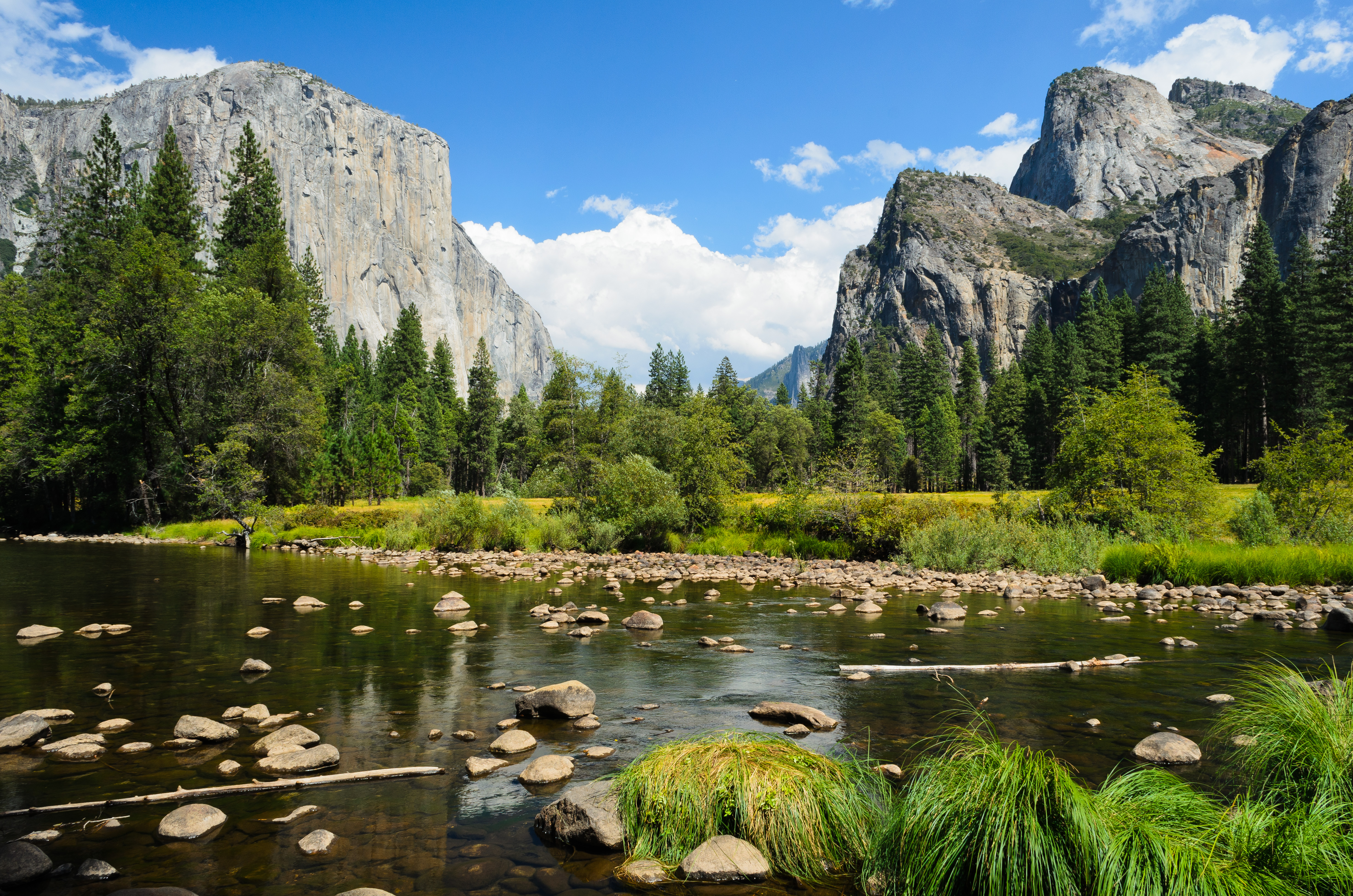
Valle del Río Merced

## Modificaciones del río

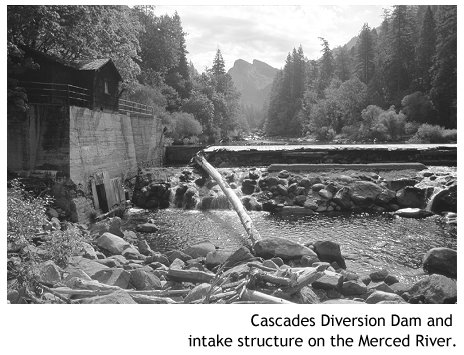
Presa derivadora de Cascades antes de su remoción en la década de 1990

A pesar de su estatus parcial como río nacional salvaje y escénico, el río Merced tiene muchas presas y desviaciones de riego. La presa New Exchequer es la presa más grande del río y forma el lago McClure, que contiene 1.032.000 acres-pie (1,273 × 10⁹ m³) de agua para riego, control de inundaciones y generación de energía hidroeléctrica. Esta estructura moderna fue precedida por la antigua presa de Exchequer que formaba el antiguo embalse de Exchequer de 281.000 acres-pies (347.000.000 m³). La antigua presa de arco de hormigón, terminada en 1926, se inundó cuando se construyó la nueva presa de relleno de roca con revestimiento de hormigón en 1967, pero ocasionalmente reaparece durante períodos de poca agua.
Aguas abajo de la presa New Exchequer se encuentra la presa McSwain, que sirve como compartimento de carga de regulación para la presa New Exchequer y también genera energía. Debajo de esta presa se encuentra la presa Merced Falls, una presa derivadora de riego. La más baja, la presa derivadora de  Crocker-Huffman, fue construida en 1906 y bloquea completamente el paso de peces anádromos por el río Merced. En conjunto, estas derivaciones eliminan casi la mitad del caudal natural del río Merced y una proporción aún mayor durante los años secos.